# PROUD
PROUD（プラウド）とは、野村不動産が展開する住宅ブランド。
分譲後のマンション管理は野村不動産パートナーズが担う。
供給エリアは首都圏・近畿圏・東海・東北・中国。

## 概要
2002年（平成14年）、ヒルズ、ステイツなどで展開していたマンションブランド名を統一し新ブランド「PROUD」が誕生。
タワーマンションのプラウドタワー（PROUD TOWER）、大規模マンションのプラウドシティ（PROUD CITY）コンパクトレジデンスのPROUD GEM（プラウド ジェム）投資用賃貸マンション（PROUD FLAT）、集合住宅だけてなく戸建て住宅のプラウドシーズン（PROUD SEASON）、土地区画整理事業型団地のプラウドタウン（PROUD TOWN）なども展開している。

## 住宅一覧

### PROUD FLAT
- プラウドフラット亀戸
- プラウドフラット浅草トレサージュ
- プラウドフラット日暮里
- プラウドフラット浅草ディアージュ
- プラウドフラット月島アベニュー
- プラウドフラット渋谷笹塚
- プラウドフラット両国イースト
- プラウドフラット両国サウス
- プラウドフラット本所吾妻橋
- プラウドフラット清澄白河Ⅱ
- プラウドフラット西早稲田
- プラウドフラット上野松が谷
- プラウドフラット森下Ⅳ
- プラウドフラット菊川
- プラウドフラット浅草
- プラウドフラット中野
- プラウドフラット根津谷中
- プラウドフラット木場Ⅱ
- プラウドフラット戸越銀座
- プラウドフラット錦糸町Ⅱ

## CM

### 出演者
- 尾形沙耶香[2]
- 森田剛[3]
- 小松菜奈[4]